# Alcoba (kommunhuvudort)
Alcoba är en kommunhuvudort i Spanien.   Den ligger i provinsen Provincia de Ciudad Real och regionen Kastilien-La Mancha, i den centrala delen av landet, 140 km sydväst om huvudstaden Madrid. Alcoba ligger 634 meter över havet och antalet invånare är 738.
Terrängen runt Alcoba är huvudsakligen kuperad, men österut är den platt. Runt Alcoba är det mycket glesbefolkat, med 4 invånare per kvadratkilometer. Närmaste större samhälle är El Robledo, 17,5 km öster om Alcoba. Omgivningarna runt Alcoba är i huvudsak ett öppet busklandskap.